# Copholandrevus australicus
Copholandrevus australicus är en insektsart som beskrevs av Lucien Chopard 1925. Copholandrevus australicus ingår i släktet Copholandrevus och familjen syrsor. Inga underarter finns listade i Catalogue of Life.